# لوكا دونتشيتش

## لوكا دونتشيتش
لوكا دونتشيتش (بالسلوفينية: Luka Dončić)، من مواليد 28 فبراير 1999، هو لاعب كرة سلة سلوفيني محترف يلعب في صفوف لوس أنجلوس ليكرز في دوري كرة السلة الأمريكي للمحترفين (NBA)، كما يمثل المنتخب السلوفيني. يُعد أحد أبرز المواهب الأوروبية في تاريخ اللعبة، وقد اشتهر بمهاراته المتعددة في التمرير والتسجيل والرؤية الميدانية، ويعتبره العديد من المحللين أحد أفضل لاعبي جيله.

### النشأة والبدايات
وُلد دونتشيتش في العاصمة السلوفينية ليوبليانا، لأم تُدعى ميرجام بوتيربين، وهي صاحبة صالونات تجميل، وأب يُدعى ساشا دونتشيتش، مدرب كرة سلة ولاعب سابق من أصل صربي. انفصل والداه عام 2008، وحصلت والدته على الحضانة القانونية.
بدأ لوكا لمس كرة السلة في سن مبكرة، وقيل إنه أمسك بها لأول مرة وهو في عمر سبعة أشهر. مارس عدة رياضات في طفولته مثل كرة القدم، لكنه ركّز على كرة السلة نظرًا لطوله المتزايد. التحق بمدرسة في ليوبليانا وبدأ اللعب مع أطفال أكبر منه سنًا، مما ساهم في صقل مهاراته مبكرًا. وقد تأثر كثيرًا بالنجم اليوناني فاسيليس سبانوليس، وارتدى الرقم 7 تكريمًا له، كما كان معجبًا بالنجم الأمريكي ليبرون جيمس.

### ريال مدريد (2015–2018)
في سن الثالثة عشرة، انضم دونتشيتش إلى أكاديمية الشباب التابعة لنادي ريال مدريد الإسباني، وظهر لأول مرة مع الفريق الأول عام 2015، ليصبح أصغر لاعب يمثل ريال مدريد في منافسة رسمية. في عام 2018، قاد الفريق للفوز بلقب اليوروليغ، وفاز بجائزة أفضل لاعب في المسابقة، إضافة إلى أفضل لاعب في النهائيات، كما حصل على جوائز فردية أخرى مثل أفضل لاعب صاعد وأفضل لاعب شاب في الدوري الإسباني.

### دالاس مافريكس (2018–2025)
في درافت الدوري الأمريكي لعام 2018، اختير دونتشيتش في المركز الثالث من قبل أتلانتا هوكس، ثم جرى مبادلته فورًا إلى دالاس مافريكس. حصد جائزة أفضل لاعب صاعد (Rookie of the Year) في موسمه الأول، ثم بدأ في ترسيخ نفسه كأحد أفضل لاعبي الدوري، مع مشاركات متعددة في مباريات كل النجوم (All-Star) واختياره في الفريق المثالي للدوري (All-NBA Team).
خلال هذه الفترة، أصبح دونتشيتش الوجه الأبرز لفريق دالاس مافريكس، وقاد الفريق لعدة مشاركات في الأدوار الإقصائية، محققًا أرقامًا مذهلة في التسجيل والتمرير والاستحواذ.

### الانتقال إلى لوس أنجلوس ليكرز (2025)
في 27 فبراير 2025، انتقل لوكا دونتشيتش رسميًا إلى لوس أنجلوس ليكرز، في صفقة أحدثت ضجة كبيرة في عالم كرة السلة. تضمنت الصفقة انتقال أنطوني ديفيس وبعض اختيارات الدرافت إلى دالاس مقابل دونتشيتش.
في أول مباراة له ضد فريقه السابق، سجل لوكا 19 نقطة و15 كرة مرتدة و12 تمريرة حاسمة، وساهم في فوز الليكرز بنتيجة 107-99. جاءت هذه المباراة بعد نحو ثلاثة أسابيع من انضمامه الرسمي إلى الفريق.
الصفقة قُوبلت بردود فعل متباينة. اعتبرها بعض المحللين أفضلية مطلقة لليكرز، وأشاروا إلى أن التخلي عن لاعب مثل دونتشيتش لا يحدث إلا تحت ضغط شديد. في المقابل، رأى دالاس أن الجانب المالي، خاصةً مع اقتراب نهاية عقده واحتمالية طلبه عقدًا من نوع "سوبر ماكس" بقيمة 345 مليون دولار، كان حاسمًا في اتخاذ القرار.

### المسيرة الدولية
ظهر دونتشيتش لأول مرة مع منتخب سلوفينيا عام 2016، وهو في السابعة عشرة من عمره. ساهم في تتويج بلاده بلقب بطولة أمم أوروبا 2017، أول لقب في تاريخ سلوفينيا، وتم اختياره ضمن فريق البطولة.

### أسلوب اللعب
يُوصف دونتشيتش بأنه لاعب "بلا مركز ثابت"، ويجيد اللعب كـصانع ألعاب، أو مهاجم صغير، ويتمتع بحجمٍ استثنائي (طوله 2.01م ووزنه 104 كجم). يشتهر برؤيته الحاسمة للملعب، ومهاراته في التمرير والتسديد من المسافات البعيدة، والقدرة على خلق الفرص لزملائه.
رغم بعض الانتقادات المتعلقة بسرعته الدفاعية، أشاد به مدربون كبار مثل غريغ بوبوفيتش وريك كارلايل ودوك ريفرز، وقارنوه بأساطير مثل ماجيك جونسون، لاري بيرد، وليبرون جيمس. يُلقب أحيانًا بـ"ليبرون الصغير"، ويعتبره البعض أفضل موهبة دولية ظهرت في العقود الأخيرة.

### الحياة الشخصية
يتحدث دونتشيتش أربع لغات: السلوفينية، الصربية، الإنجليزية، والإسبانية، التي تعلمها خلال فترة لعبه في ريال مدريد.
وقع عقدًا مع شركة نايكي عام 2017، ثم أصبح من أبرز الوجوه الإعلانية لشركة إير جوردن. كما ظهر على غلاف لعبة الفيديو الشهيرة NBA 2K22.
في عام 2021، بيعت بطاقة بانيني الخاصة به من موسم 2018–2019 مقابل 4.6 مليون دولار، ما جعلها من أغلى بطاقات اللاعبين في تاريخ اللعبة.

## إحصائيات

### الدوري الأمريكي للمحترفين

#### موسم عادي
| السنة    | الفريق   | لعب | بدأ | دقيقة | ميداني% | ثلاثية | حرة  | ارتداد | صنع | استلاب | تصدي | نقطة |
| -------- | -------- | --- | --- | ----- | ------- | ------ | ---- | ------ | --- | ------ | ---- | ---- |
| 2018–19  | دالاس    | 72  | 72  | 32.2  | .427    | .327   | .713 | 7.8    | 6.0 | 1.1    | .3   | 21.2 |
| 2019–20  | دالاس    | 61  | 61  | 33.6  | .463    | .316   | .758 | 9.4    | 8.8 | 1.0    | .2   | 28.8 |
| 2020–21  | دالاس    | 66  | 66  | 34.3  | .479    | .350   | .730 | 8.0    | 8.6 | 1.0    | .5   | 27.7 |
| 2021–22  | دالاس    | 65  | 65  | 35.4  | .457    | .353   | .744 | 9.1    | 8.7 | 1.2    | .6   | 28.4 |
| مجموع    | مجموع    | 264 | 264 | 33.8  | .457    | .337   | .737 | 8.5    | 8.0 | 1.1    | .4   | 26.4 |
| أول-ستار | أول-ستار | 3   | 2   | 24.6  | .474    | .400   | –    | 1.3    | 5.0 | .3     | .0   | 8.0  |

#### تصفيات
| السنة | الفريق | لعب | بدأ | دقيقة | ميداني% | ثلاثية | حرة  | ارتداد | صنع  | استلاب | تصدي | نقطة |
| ----- | ------ | --- | --- | ----- | ------- | ------ | ---- | ------ | ---- | ------ | ---- | ---- |
| 2020  | دالاس  | 6   | 6   | 35.8  | .500    | .364   | .656 | 9.8    | 8.7  | 1.2    | .5   | 31.0 |
| 2021  | دالاس  | 7   | 7   | 40.1  | .490    | .408   | .529 | 7.9    | 10.3 | 1.3    | .4   | 35.7 |
| مجموع | مجموع  | 13  | 13  | 38.2  | .494    | .392   | .600 | 8.8    | 9.5  | 1.2    | .5   | 33.5 |

### اليوروليغ
|  | يشير إلى الموسم الذي فاز فيه فريق دونتشيتش ببطولة اليوروليغ |
|  | قاد الدوري                                                  |

| السنة                                | الفريق     | لعب | بدأ | دقيقة | ميداني% | ثلاثية | حرة  | ارتداد | صنع | استلاب | تصدي | نقطة | أداء |
| ------------------------------------ | ---------- | --- | --- | ----- | ------- | ------ | ---- | ------ | --- | ------ | ---- | ---- | ---- |
| الدوري الأوروبي لكرة السلة 2015–2016 | ريال مدريد | 12  | 0   | 11.1  | .407    | .313   | .882 | 2.3    | 2.0 | .2     | .3   | 3.5  | 6.2  |
| الدوري الأوروبي لكرة السلة 2015–2016 | ريال مدريد | 35  | 15  | 19.9  | .433    | .371   | .844 | 4.5    | 4.2 | .9     | .2   | 7.8  | 13.3 |
| الدوري الأوروبي لكرة السلة 2015–2016 | ريال مدريد | 33  | 17  | 25.9  | .451    | .329   | .816 | 4.8    | 4.3 | 1.1    | .3   | 16.0 | 21.5 |
| مجموع                                | مجموع      | 80  | 32  | 21.0  | .443    | .344   | .828 | 4.3    | 3.9 | .9     | .3   | 10.6 | 15.6 |

### الدوري الإسباني
مصدر: ACB.com
|  | يشير إلى الموسم الذي فاز فيه فريق دونتشيتش بالدوري الإسباني لكرة السلة |

| السنة                                   | الفريق     | لعب | بدأ | دقيقة | ميداني% | ثلاثية | حرة  | ارتداد | صنع | استلاب | تصدي | نقطة | أداء |
| --------------------------------------- | ---------- | --- | --- | ----- | ------- | ------ | ---- | ------ | --- | ------ | ---- | ---- | ---- |
| الدوري الإسباني لكرة السلة موسم 2014–15 | ريال مدريد | 5   | 0   | 4.8   | .427    | .333   | .750 | 1.2    | .0  | .0     | .0   | 1.6  | 1.8  |
| 2015–16                                 | ريال مدريد | 39  | 0   | 12.9  | .526    | .392   | .708 | 2.6    | 1.7 | .4     | .3   | 4.5  | 5.9  |
| 2016–17                                 | ريال مدريد | 42  | 11  | 19.8  | .441    | .295   | .785 | 4.4    | 3.0 | .6     | .3   | 7.5  | 11.9 |
| الدوري الإسباني لكرة السلة 2017–18      | ريال مدريد | 37  | 21  | 24.3  | .462    | .293   | .752 | 5.7    | 4.7 | 1.1    | .4   | 12.5 | 18.4 |
| مجموع                                   | مجموع      | 123 | 32  | 18.3  | .463    | .310   | .754 | 4.1    | 3.0 | .7     | .3   | 7.8  | 11.6 |

## روابط خارجية
- لوكا دونتشيتش على موقع الاتحاد الدولي لكرة السلة (الإنجليزية)
- لوكا دونتشيتش على موقع الدوري الأوروبي لكرة السلة (الإنجليزية)
- لوكا دونتشيتش على موقع إن بي أي (الإنجليزية)
- لوكا دونتشيتش على موقع سبورتس رفرنس (الإنجليزية)
- لوكا دونتشيتش على موقع الدوري الإسباني لكرة السلة (الإسبانية)
- لوكا دونتشيتش على موقع كرة السلة الأوروبية.كوم (الإنجليزية)
- لوكا دونتشيتش على موقع DraftExpress.com (الإنجليزية)
- لوكا دونتشيتش على موقع إي إس بي إن.كوم (الإنجليزية)
- لوكا دونتشيتش على موقع ريلجم (الإنجليزية)
- لوكا دونتشيتش على موقع بروبوليرز (الإنجليزية)